# Jacqueline Remy
Pour les articles homonymes, voir Remy (homonymie).
Jacqueline Remy est une journaliste et écrivaine française.

## Biographie
Elle est l'ancienne rédactrice en chef du service « Société » et des pages « Débats » à l'hebdomadaire L'Express, qu'elle a quitté en 2007. Elle a écrit sur le journalisme Le Nouvel Observateur - 50 ans de passions, sorti en mars 2014. Elle collabore à de nombreuses revues (Vanity Fair, Marianne).
Elle a reçu le Prix Aquitaine 2002 pour son roman La Loire n'oublie jamais (2001).

## Œuvres
- Nous sommes irrésistibles, essai, Éditions du Seuil, 1990  (ISBN 978-2020120937)
- La fille au bout de couloir, roman, JC Lattès, 1997  (ISBN 2709617781)
- Je meurs d'envie, roman, Stock, 2000,  (ISBN 2234052742)
- La Loire n'oublie jamais, roman, JC Lattès, 2001
- Essaie encore, JC Lattès, 2005  (ISBN 978-2709623681)
- Nos enfants nous haïront, avec Denis Jeambar, essai, Éditions du Seuil, 2006  (ISBN 978-2020861618)
- Comment je suis devenu français, document portraits, Éditions du Seuil, 2008  (ISBN 978-2020946650)
- Le mystère du TGV 7777, Gallimard Jeunesse, 2008  (ISBN 2070619648) - Illustrations par Sandrine Martin
- La République des femmes, L'Archipel, 2007  (ISBN 978-2841879526), préface d'Elisabeth Badinter
- Du rimmel et des larmes, document, Éditions du Seuil, 2009
- L'éternité ne suffit pas, thriller, Editions du Seuil, 2009.
- Arnaud Lagardère. L'héritier qui voulait vivre sa vie, Flammarion, 2012,  (ISBN 978-2-08-128361-9)
- Le Nouvel Observateur - 50 ans de passions, Ed. Pygmalion, mars 2014
- Mon travail me tue, avec Emmanuelle Anizon, Flammarion, 2016  (ISBN 2081362619)
- Mes pensées sont des papillons, avec Eveleen Valadon, Kero, 2017  (ISBN 2366583818)
- Papa, viens me chercher !, avec Thierry et Nina Delcroix, Editions de l'Observatoire, 2020,  (ISBN 1032907584)